# Mostra de Venise 1948
La Mostra de Venise 1948 — ou la 9e édition de la Mostra de Venise ou encore la 9e édition du Festival international du film de Venise (en italien : 9ª edizione della Mostra internazionale d'arte cinematografica) — est un festival de cinéma international qui s'est tenu à Venise en Italie du 19 août au 4 septembre 1948.

## Jury
- Luigi Chiarini (président, Italie), Mario Gromo (Italie), Guido Aristarco (Italie), Alberto Consiglio (Italie), Arturo Lanocita (Italie), Vinicio Marinucci (Italie), Mario Melloni (Italie), P. Félix A. Morlion (France), Giorgio Prosperi (Italie).

## Palmarès
- Gran Premio Internazionale di Venezia pour le meilleur film : Hamlet de Laurence Olivier
- Coupe Volpi pour la meilleure interprétation masculine : Ernst Deutsch pour Le Procès (Der Prozeß) de Georg Wilhelm Pabst
- Coupe Volpi pour la meilleure interprétation féminine : Jean Simmons pour Hamlet de Laurence Olivier
- Grand prix international du documentaire: Goémons de Yannick Bellon.